# محمد ناصر بيريا
محمد ناصر بيريا (بالفارسية: محمدناصر سقای بی‌ریا) هو عالم شيعي إيراني وسياسي. ترأس قسم علم النفس بمعهد الإمام الخميني للبحوث التربوية. وكان عضوًا بارزًا في جبهة الثبات الإسلامي. عمل إماماً لمركز التعليم الإسلامي في تكساس خلال أوائل العقد الأول من القرن العشرين، درس على يد محمد تقي مصباح اليزدي، وعمل مستشارًا لمحمود أحمدي نجاد في الشؤون الدينية.